# Dono de Cesareia
Dono (em latim: Donus ou Domnus) foi um clérigo romano do século III, que esteve ativo nas províncias orientais do Império Romano. Aparece pela primeira vez ca. 258, quando sucedeu Teoctisto como bispo de Cesareia. Segundo a História Eclesiástica de Eusébio, ele exerceu a função por pouco tempo antes de ser substituído por Teotecno. É incerto quando Domno foi substituído de seu posto, mas certamente foi antes de 262, quando Teotecno esteve envolvido no episódio do martírio de Marino de Cesareia.